# كيلي غريفين
كيلي غريفين (بالإنجليزية: Kelly Griffin) هي لاعب كرة قدم أمريكية أمريكية، ولدت في 7 نوفمبر 1986 في بيركيلي في الولايات المتحدة.

## وصلات خارجية
- كيلي غريفين على موقع اللجنة الأولمبية الدولية (الإنجليزية)
- كيلي غريفين على موقع أوليمبيديا (الإنجليزية)
- كيلي غريفين على موقع اللجنة الأولمبية والبارالمبية الأمريكية (الإنجليزية)